# Microcalicha sordida
Microcalicha sordida là một loài bướm đêm trong họ Geometridae.